# George Broadfoot
George Broadfoot (Kirkwall, 21 marzo 1807 – Ferozeshah, 21 dicembre 1845) è stato un militare scozzese.

## Gioventù
Broadfoot nacque a Kirkwall, nelle Orcadi, figlio primogenito del reverendo William Broadfoot. All'età di dieci anni si trasferì con la famiglia a Londra, dove fu educato. Nel 1825 ottenne un posto di cadetto nella Compagnia Britannica delle Indie Orientali e al suo arrivo in India, nel gennaio 1826, fu assegnato al 34º Reggimento di fanteria nativa di Madras come allievo ufficiale. Durante questo periodo divenne buon amico di Colin Mackenzie, che era salpato per l'India sulla stessa nave di Broadfoot. Dopo sette anni di servizio a Madras, Broadfoot tornò in Inghilterra, dove rimase per i cinque anni successivi. Viaggiò in Francia, Germania e Italia, e verso la fine della sua licenza, nel 1836, ricoprì per tredici mesi la carica di ufficiale di giornata presso l'Addiscombe Military Seminary. Tornato in India nel 1838, fu nominato commissario dell'esercito di Madras, sotto il comando di William Cullen.

## Afghanistan
Allo scoppio della prima guerra anglo-afghana fu ricompensato per i servizi resi a Madras con l'assegnazione alle province di frontiera, pur non avendo alcuna esperienza dell'India settentrionale. Inizialmente fu posto al comando della scorta che accompagnava da Delhi a Kabul le famiglie di Shah Shuja Durrani e Zaman Shah Durrani. Il viaggio prevedeva l'attraversamento del Punjab, che era precipitato in uno stato di anarchia dopo la morte di Ranjit Singh, e il convoglio fu spesso a rischio a causa di soldati predoni e banditi. Una volta raggiunta Kabul, parte della scorta fu riorganizzata in una compagnia di genieri e minatori che, sotto il comando di Broadfoot, marciò nell'ottobre 1841 insieme alle truppe di sir Robert Sale da Kabul a Jalalabad. Broadfoot fu menzionato nei dispacci per il valore dimostrato nelle azioni contro gli afghani tra Kabul e Gandamak. A Jalalabad Broadfoot divenne ingegnere della guarnigione e con la sua abilità e il suo vigore restaurò rapidamente le difese della città, che si trovavano in condizioni rovinose. Non avendo a disposizione genieri e minatori, utilizzò le truppe gurkha come forza lavoro. Durante l'assedio di Jalalabad da parte degli afghani, Broadfoot (ora capitano), aiutato dal suo amico Henry Havelock (allora capitano di fanteria), fu determinante nell'impedire la capitolazione della città, che era stata decisa da Sir Robert Sale e dalla maggioranza degli ufficiali più importanti. In una delle sortite della guarnigione assediata, Broadfoot fu gravemente ferito. Successivamente Broadfoot partecipò alla spedizione punitiva a Kabul del generale George Pollock, distinguendosi nuovamente nelle azioni combattute a Mammu Khél, Jagdallak e Tezín. Alla fine della guerra fu nominato compagno dell'Ordine del Bagno e commissario di Moulmein. Arrivato a Moulmein nell'aprile del 1843, fu incaricato di riformare le pratiche corrotte e la cattiva amministrazione della provincia.

## Punjab
Nel 1844 il governatore generale Henry Hardinge nominò Broadfoot agente della frontiera nord-ovest, all'epoca uno degli incarichi più prestigiosi in India. Mentre si trovava nel Punjab, dove perdurava lo stato di caos, fu incaricato di tenere al corrente i suoi superiori degli sviluppi nella regione e di eventuali violazioni della frontiera che avrebbero potuto costringere il Bengal Army ad entrare in azione. Nel maggio 1845 si recò a Shimla per un periodo di riposo. Nello stesso periodo un'epidemia di colera scoppiata nel Punjab causò una diminuzione della turbolenza dell'esercito sikh e una significativa riduzione della violenza. Nell'agosto del 1845 Broadfoot ricevette un messaggero inviato da Gulab Singh, che invitava i britannici a sollevare una rivolta contro i sikh e che offriva il suo sostegno in cambio di una ricompensa in denaro e della conservazione di Jammu e dei territori vicini. Broadfoot ordinò di non rispondere all'offerta.

## Morte
Verso la fine del 1845 scoppiò la prima guerra anglo-sikh. Broadfoot prese parte alla battaglia di Mudki e alla battaglia di Ferozeshah. Morì durante quest'ultima battaglia, il 21 dicembre 1845: fu prima ferito ad entrambe le cosce e buttato giù dal cavallo e, quando montò di nuovo a cavallo, trafitto al cuore e al braccio. La morte di Broadfoot fu descritta nel rapporto di Henry Hardinge sulla battaglia.
Il governatore generale organizzò e partecipò al servizio funebre di Broadfoot all'accantonamento di Ferozepur, dove Broadfoot fu sepolto accanto a Robert Sale. Hardinge tenne nella sua scuderia privata il cavallo arabo su cui Broadfoot cavalcava quando fu ucciso. Henry Havelock avrebbe poi chiamato suo figlio George Broadfoot, in onore del suo amico.